# 纹野螟属
纹野螟属（学名：Metoeca）为 草螟科的一个属。

## 下属物种
本属包括以下物种：
- 污斑纹野螟 Metoeca foedalis Guenée, 1854